# Колхапур (князівство)
Колхапурське князівство (*कोल्हापूर रियासत, 1707 —1949 роки) — держава на півострові Індостан, що утворилася внаслідок внутрішнього протистояння в династії Бхосле, що правила на початку існування імперії Маратха. Доволі швидко перетворилося на другорядну державу під зверхністю спочатку пешв, а потім британців. У 1949 році увійшло до складу Республіки Індія.

## Історія
У 1670-х роках було утворено потужну маратхську державу представниками роду Бхонсле. Втім, після смерті у 1680 році її засновника Шиваджі, вона зазнає поразки від Великих Моголів. Водночас починається внутрішня боротьба за владу серед нащадків Шиваджі. Ця війна тривала до 1707 року, коли чатрапаті (на кшталт імператора) Шиваджі II зрікся трону на користь іншого претендента Шахуджі, а натомість отримав князівство Колхапур з титулом магараджі. Остаточно кордони та статус правителів Колхапуру було підтверджено Варнійською угодою 1731 року.
Протягом XVIII ст. Колхапур визнавав зверхність пешв (фактичних володарів) Імперії Маратха, що правили з Пуни. З послабленням влади останніх у 1760-х роках Колхапур проводить активну самостійну політику. У 1765 році було відбито напад військ Британської Ост-Індської компанії. У 1777 році, скориставшись послабленням влади пешви, війська Колхапуру рушили на Пуну, де трималася рада дванадцяти на чолі з Наною Фарнавісом, проте колхапурським військам було завдано поразки магараджею Гваліора, союзника Фарнавіса. Нові спроби магараджів Колхапура в союзі із Хайдарабадом у 1790-х роках похитнути владу пешви теж завершилися невдало.
Згодом Колхапур брав участь в усіх трьох англо-маратхських війнах. Поразка маратхів призвела до послаблення союзників Колхапуру. У 1812 році магараджами визнано британський протекторат. Разом з тим правителі князівства зуміли зберегти основу своїх володінь. Протягом усього періоду Британської Індії Кохапур підпорядковувався британському резиденту з Бомбея. У 1862—1863 роках британськими військами було придушено заворушення проти магараджі.
У 1947 році було підписано рішення про приєднання до Індійського домініону. У 1949 році князівство увійшло до штату Бомбей, згодом Махараштра.

## Державний устрій
Уся влада зосереджувалася у магараджі, який разом з тим повинен був мати впливових сановників і радників. За часів колоніального періоду обмежувалася Бомбейською резидентурою. Мав право на салют 19 гармат. Значний вплив мала земельна аристократія. Відомо про 13 великих заміндарів (земельних володінь) та 4 васальні володіння. Магараджа мав право тримати військовий загін у 1684 осіб та 646 поліцейських. У 1900 році військові частини були скорочені до 710 вояків, а поліцію збільшено до 873 осіб.
Адміністративно поділялося на 6 областей які називалися талики (або пети).

## Магараджі
- Шиваджі I (1707—1714)
- Самбхаджі II (1714—1760)
- Джіджі Баї (1760—1773) — регент
- Шиваджі II (1762—1813)
- Самбхаджі III (1813—1821)
- Шиваджі III (1821—1822)
- Шахаджі (1822—1838)
- Шиваджі IV (1838—1866)
- Раджарам I (1866—1870)
- Шиваджі V (1871—1883)
- Шахаджі II (1884—1922)
- Раджарам II (1922—1940)
- Тара Баї (1940—1942) — регент
- Шиваджі VI (1942—1946)
- Тара Баї (1942—1947) — регент (2-й раз)
- Шахаджі III (1947)